# La Selkie
La Selkie est le trente-huitième tome de la série de bande dessinée Thorgal, écrit par Yann et dessiné par Fred Vignaux. Il sort le 6 novembre 2020 aux éditions du Lombard.